# Rinaldo Piras
Rinaldo Piras (Roma, 12 marzo 1963 – 13 gennaio 2001) è stato uno scultore italiano.

## Biografia

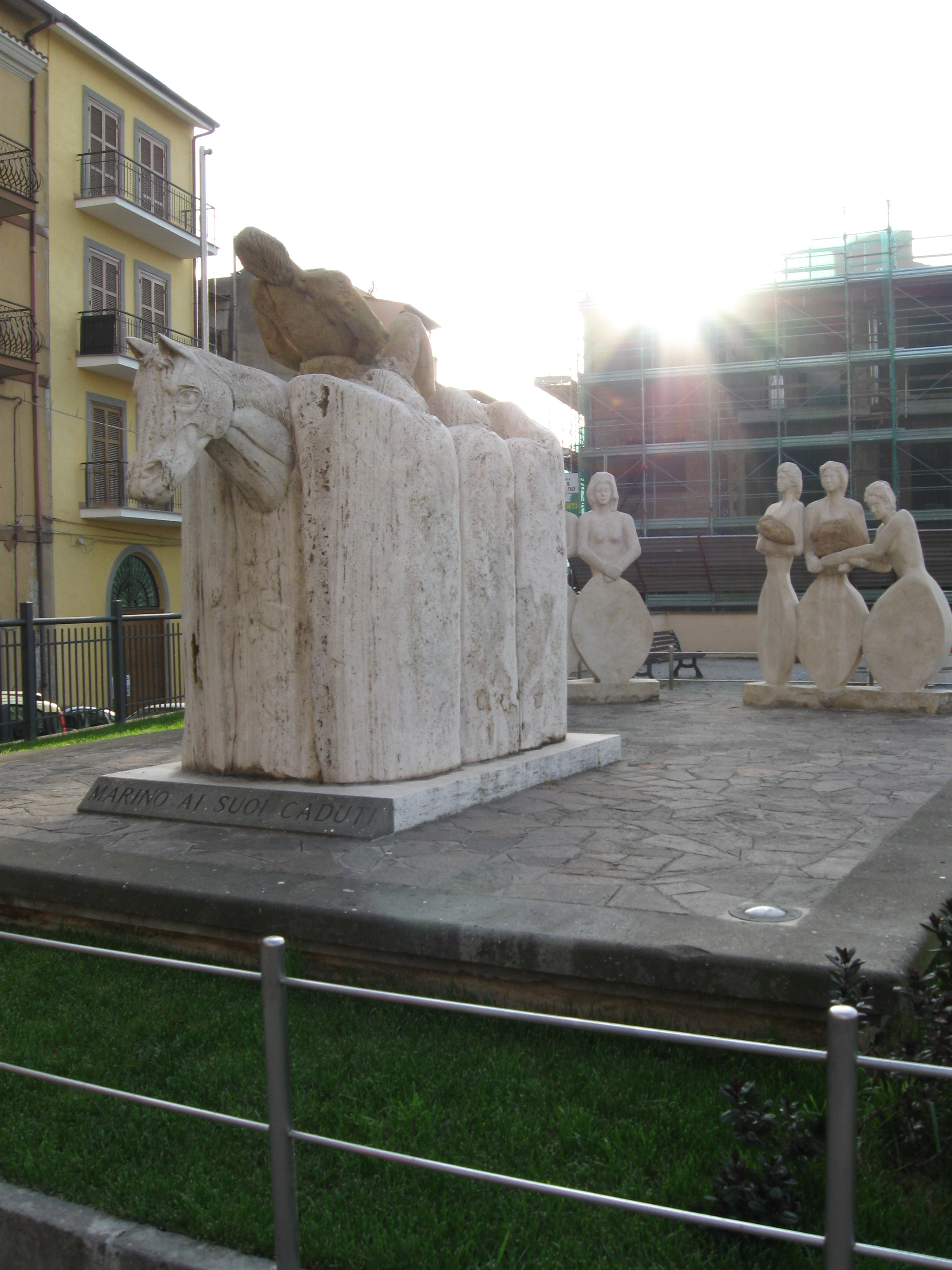
Il monumenti ai Caduti di Marino (Roma).

Piras maturò artisticamente presso lo studio di Tommaso Gismondi ad Anagni e poi a Roma presso il pittore sardo Ausonio Tanda. In seguito fu al laboratorio d'arte musiva di Fabrizio Cassio, insieme al quale curò i restauri ai mosaici dell'Acquario Romano, iniziati nel 1984 per allestirvi la Casa dell'Architettura. In seguito ha lavorato in proprio realizzando mosaici in Sicilia (chiesa di San Mauro abate ad Aci Castello) e a Napoli (chiesa di Santa Maria del Buoncammino in via Foggia).
Laureato in antropologia culturale ed esperto in tecniche musive, nel 1991 iniziò a collaborare con la Regione Lazio per la formazione professionale dei tecnici restauratori di mosaici d'arte e materiali lapidei, diventando direttore didattico del Laboratorio per tecnici restauratori di mosaici d'arte.
Tra il 1992 e il 1995 lavora a nove quadri decorativi per le navi da crociera Costa Crociere, ispirati a dei particolari del grande mosaico del catino absidale della basilica di Santa Maria Maggiore a Roma.
Nel 1995 realizza per la Capitaneria di Porto di Fiumicino un mosaico parietale rappresentante una rielaborazione dell'antico porto di Traiano, e in quello stesso anno partecipa alla sua prima mostra personale di scultura presso la galleria Art Gallery di Roma.
Nel 1996 viene chiamato negli Stati Uniti d'America per realizzare la decorazione a mosaico del nodo ferroviario della metropolitana di New York del World Trade Center: in collaborazione con gli artisti statunitensi Andrew Ginzel e Kristin Jones realizza un mosaico pavimentale e 301 pannelli parietali di dimensioni più piccole, che sono prima esposti presso l'Istituto italiano di cultura newyorkese, e poi presentati al pubblico nel gennaio 1999 presso il World Financial Center, per essere infine collocati presso le tre fermate del nodo della metropolitana di Chambers Street-World Trade Center.
Nel frattempo Piras si reca in Tunisia su incarico dell'organizzazione non governativa Ricerca e Cooperazione per creare una scuola di scultura: in quell'occasione realizza per la città di Thala un monumento in marmo in ricordo dell'interscambio culturale italo-tunisino.
Nel 1997 tiene una mostra personale presso la galleria L'indicatore di Roma, e nello stesso anno vince il premio acquisto per le collezioni permanenti ad una mostra collettiva organizzata presso il Museo irpino d'arte contemporanea di Vallata, in Campania, nella valle dell'Ufita.
Nel 1998 le sue opere vengono scelte per partecipare alla mostra storica "Linea di continuità: arte in Italia dal 1945 ad oggi", assieme alle opere di Giacomo Balla, Arman, Renzo Vespignani, Renato Guttuso, Ugo Attardi, Emilio Greco e Giacomo Manzù. Si reca anche in Siria per la mostra "Artisti italiani" presso il Museo d'arte moderna di Damasco, vincendo il premio acquisto per le collezioni permanenti.
Nel 2000 inaugura il monumento ai Caduti di Marino, nei Castelli Romani. In quello stesso anno realizza per la Società Dante Alighieri un busto di Dante Alighieri da collocare a Mosca: in cambio, i russi regaleranno a Roma un busto di Puškin.
Rinaldo Piras è morto nel gennaio 2001 per un tumore al pancreas, a soli 37 anni. Lasciò incompiuta la Via Crucis che avrebbe dovuto esporre a Pescara presso il Museo d'arte moderna Vittoria Colonna. La Via Crucis, completata da Michel Pochet ed esposta nell'aprile 2006, gli è stata dedicata.

## Opere

### Opere pubbliche
- Decorazione a mosaici nella chiesa di Santa Maria del Buon Cammino a Napoli (1990)
- Decorazione a mosaici nella chiesa di San Mauro Abate ad Aci Castello, Catania (1990)
- Mosaico parietale (180 x 600 centimetri) presso la Capitaneria di Porto di Fiumicino, Roma (1995)
- Monumento in marmo (400 x 260 x160 centimetri) in ricordo dell'interscambio culturale italo-tunisino a Thala, Tunisia (1997)
- Mosaico pavimentale (72 m2) per la stazione di Chambers Street-World Trade Center della metropolitana di New York, USA (1997-1998, in collaborazione con Andrew Ginzel e Kristin Jones)
- 301 pannelli a mosaico da 33 x 21 centimetri per la stazione di Chambers Street-World Trade Center della metropolitana di New York, USA (1997-1998)
- Mosaico per il quartiere Torraccia a Roma (1998)
- Monumento ai Caduti di piazzale degli Eroi a Marino, Roma (2000)
- Busto di Dante Alighieri collocato a Mosca, Russia (2000)

### Opere acquisite permanentemente da musei
- L'aratro fossile, ferro e peperino, Museo irpino d'arte contemporanea di Vallata, Avellino (dall'agosto 1997)
- Cullando il suo bimbo, porfido rosso d'Egitto, Museo d'arte moderna di Damasco, Siria (dal novembre 1998)
- L'Africana (n. IV/IX),[5] bronzo, Museo civico Mario Morelli di San Marco Argentano, Cosenza

## Galleria d'immagini

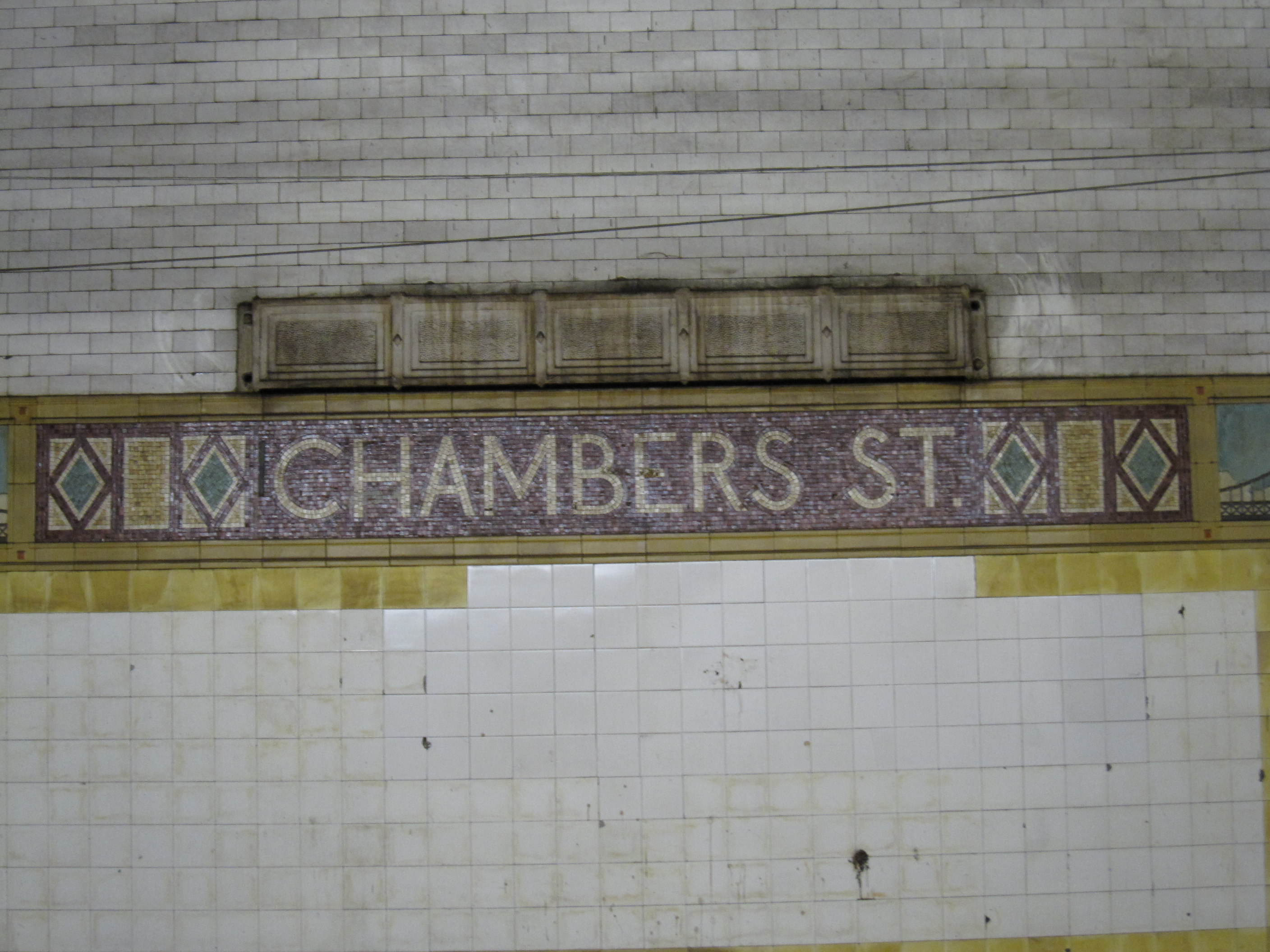
Mosaico parietale presso la stazione della metro newyorkese di Brooklyn Bridge–City Hall/Chambers Street
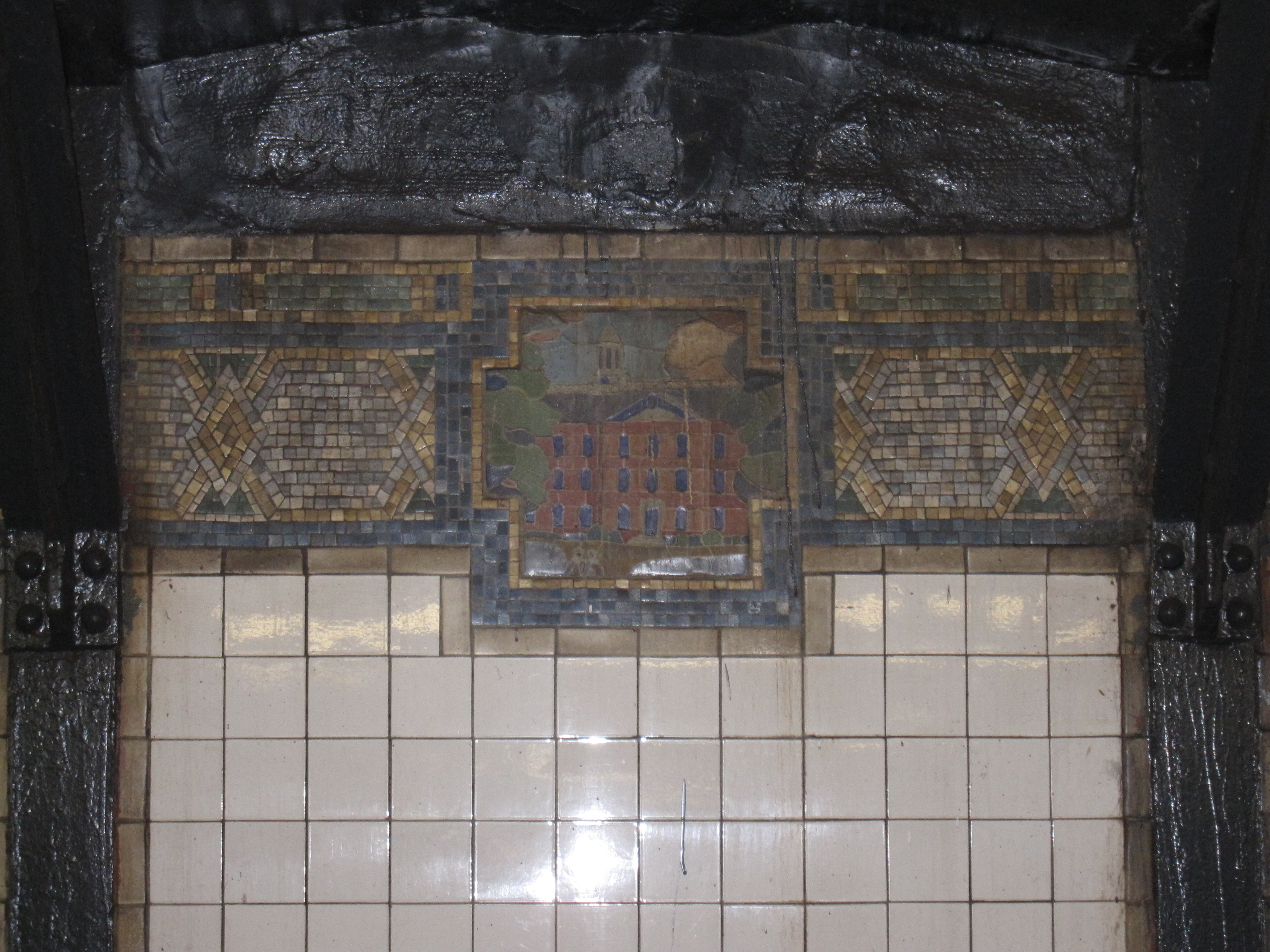
Mosaico parietale presso la stazione della metro newyorkese di Chambers Street (IRT Broadway – Seventh Avenue Line)
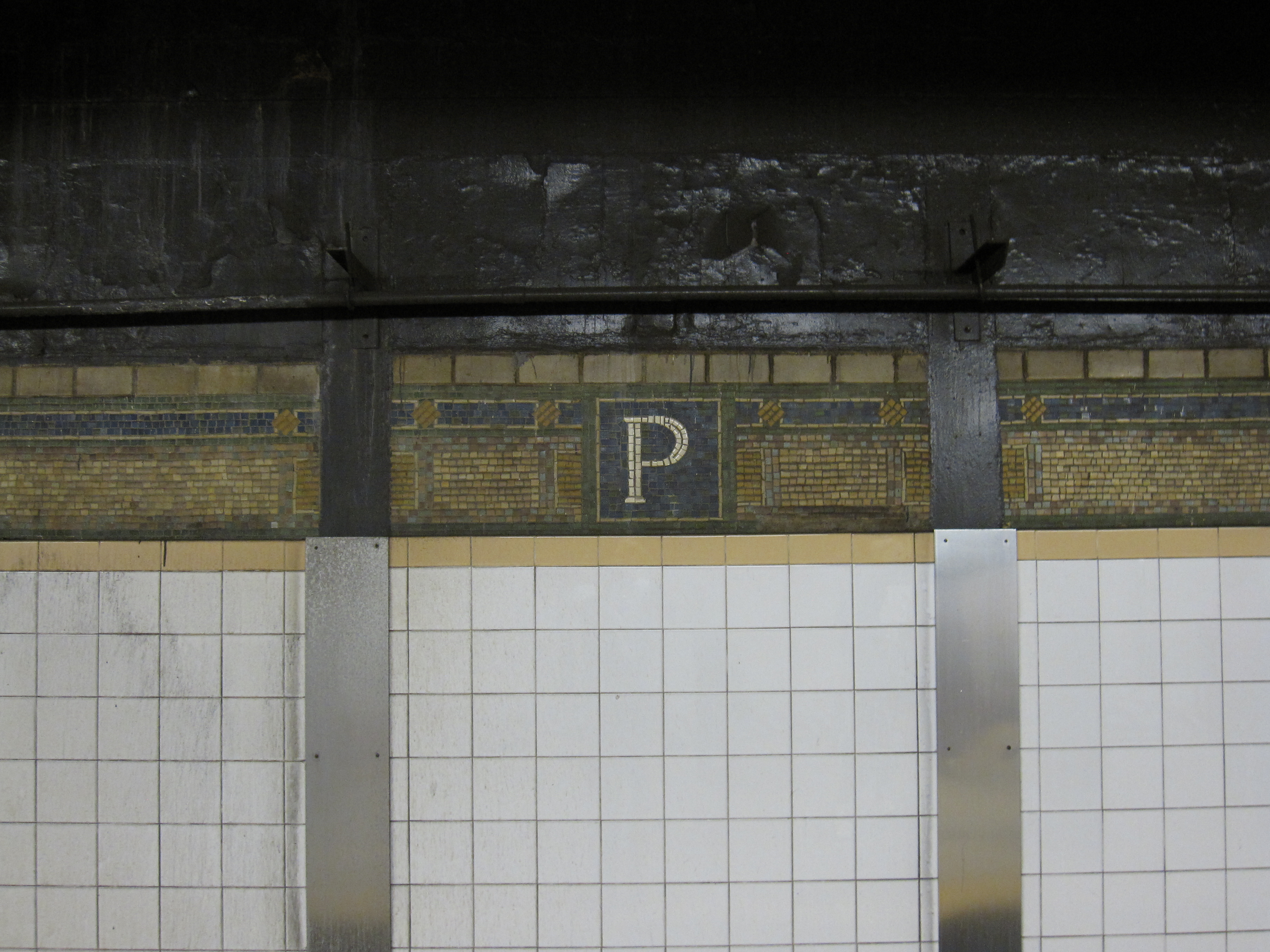
Mosaico parietale presso la stazione della metro newyorkese di Chambers Street–World Trade Center/Park Place